# Distretto di Uchiza
Il distretto di Uchiza è uno dei cinque distretti della provincia di Tocache, in Perù. Si trova nella regione di San Martín e si estende su una superficie di 723,73 chilometri quadrati.

Istituito il 21 ottobre 1912, ha per capitale la città di Uchiza; al censimento 2005 contava 19.293 abitanti.